# Рикардо Родригез
Рикардо Иван Родригез Араја (Цирих, 25. август 1992) швајцарски је професионални фудбалер који игра за шпанског прволигаша Бетис. Он је описан као врсни бранилац и познат је по својој снази. Родригез је такође познат по способностима за извођење пенала.

## Каријера

### Цирих
Родригез је почео да игра фудбал у веома цењеном омладинском клубу Швамендинген 2001. године пре него што се придружио омладинском поставу ФК Цирих као 11-годишњак 2002. године. Био је унапређен у виши састав 2009. године у доби од 16 година, чинећи клупу за Цирихов пораз од 2: 3 против клуба Марибор у првој утакмици трећег кола квалификације Лиге шампиона 29. јула 2009.
Дебитовао је у Цириху као 17-годишњак у 25. колу Швајцарске Супер лиге 21. марта 2010. године, замењујући повређеног Хану Тихинена у првом полувремену утакмице. Утакмица је завршена победом од 2:0 над ФК Белинзоном. Играо је целу утакмицу против Грасхоперса 5. априла за резултат 3-2 за домаћине.
Други пут у стартној постави заиграо је у утакмици Швајцарске Супер лиге 20. јула 2010, играјући пуних 90 минута у поразу 2:3 од ривала ФК Базела . 28. априла 2011. постигао је свој први професионални гол за клуб у победи 3:0 над ФК Ксамакс у Летзигрунду.
Родригез је дебитовао у првој етапи трећег квалификационог кола против Стандарда Лијежа 27. јула 2011. Одиграо је цео меч и асистирао за младог Адмира Мехмедија док је Швајцарац осигурао нерешено 1:1. У другом мечу Родригез је промашио гол из близине, али клуб је победио 1:0 и зарадио место у доигравању колу против Бајерна. Он је одиграо комплетна оба меча против Бајерна  али је ФК Цирих изгубио 0:3 укупним резултатом и испао у Лигу Европе.
Дана 26. октобра 2011. Родригез је постигао свој други гол за клуб за победу од 2:0 над ФК Тун. Последњи меч клуба 10. децембра 2011 био је Родригезов последњи у Цириховом дресу, играјући целу утакмицу од 1:1 са ФК Сионом. Дана 11. јануара 2012. године, званичници у клубу објавили су да је клуб прихватио понуду за Родригеза од стране немачког клуба Волфсбург. Упркос томе што је продат на пола сезоне, Родригез је проглашен за играча навијача сезоне 4. јуна 2012, испред Оливера Буфа и Педра Хенрикеа.

### Волфсбург
Волфсбург је купио Родригеза као 19-годишњака 13. јануара 2012. за 7,5 милиона фунти а играч је потписао уговор на четири и по године. Дебитовао је у Бундеслиги против ФК Келна, победом од 1:0. Родригез је наставио да игра сваку утакмицу сезоне без замене постајући незаменљив на левој страни одбране менаџера Фелика Магата.
Током првих десет лигашких утакмица у следећој сезони, Родригез је поново био увек присутан у екипи. Тренер Магат је био отпуштен након лошег вођења форме тима и када је Лоренз-Гантер Костнер био привремени менаџер, искуснији Марсел Шафер био је префериран на левој страни уместо Родригеза. Једном када је Дијетер Хекинг именован за менаџера Родригез је освојио своје место у првој постави.
Дана 9. новембра 2013. године постигао је свој први гол за Волфсбург, из директног слободног ударца у мечу Бундеслиге против Борусије Дортмунд. Утакмица је завршена победом од 2:1 за Волфсбург иако су губили на полувремену. Његов други погодак за Волфсбург дошао је са пенала против Хамбурга 29. новембра, доносећи својој екипи резултат од 1:1.
Завршио је сезону 2013–14 са пет лигашких голова, поред девет асистенција. Није успео да уђе у Бундеслигашки тим сезоне, али је био укључен у листу најбољих бранилаца за сезону 2013-14.
Он је постигао свој први гол у европском фудбалу за Волфсбург 18. септембра 2014. против Евертона. Три дана касније Родригез је постигао још два гола за Волфсбург - једном са пенала и једном са волејом који је из корнера изводио Кевин Де Брујне, док је Волфсбург поразио Бајер Леверкузен 4-1. Он је постигао свој трећи лигашки гол сезоне против Вердера Бремена 27. септембра.
У октобру 2014, Родригез је био искључен неколико седмица због проблематичне тетиве. У јануару 2015. потписао је нови уговор који је важио до јуна 2019 . Он је постигао једини гол са пенала 7. априла 2015. године, када је Волфсбург победио ФК Фрајбург. У финалу Купа Немачке 30. маја играо је пуних 90 минута када је Волфсбург освојио свој први куп, победивши Борусију Дортмунд 3:1.
Родригез је одиграо пуних 90 минута у утакмици победом над Бајерн Минхеном у ДФЛ-Суперкупу 2015. 1. августа где се утакмица завршила са 1:1 .
Дана 28. августа 2015. успео је да постигне свој први погодак у сезони. Он је постигао још једну гол у пеналу у поразу од 2: 1 против Борусије Дортмунд 5. децембра.
Дана 6. априла 2016. године, када је Волфсбург био домаћин Реал Мадрида у првој етапи четвртфинала у сезони Лиге шампиона, Родригез је постигао пенал и за резултат од 2: 0. Он је био први играч који је постигао гол Реаловом голману на турниру за 738 минута.
Дана 20. августа 2016. Родригез је одиграо своју прву утакмицу сезоне у 2-1 победи над ФК Франкфурт у купу. Играо је и Волфсбургов први меч сезоне Бундеслиге, у којем је постигао гол из слободног ударца у победи 2: 0 над Аугсбургом.
У јануару 2017. Родригез је био мета за Интер Милано и пристао је на потез али је италијански клуб одбио да плати таксу која је била довољно висока да покрене његову клаузулу о ослобађању од 18,5 милиона фунти.

### Милан
Дана 8. јуна 2017. објављено је да се Родригез придружио италијанском Серија А клубу ФК Милану. Накнада је износила 15 милиона еура плус 2 милиона еура бонуса. Изабрао је дрес број 68, због године рођења његове мајке.
Играо је свој први званични меч за Милан и успео да постигне свој први гол - слободан ударац да би победили у првој утакмици квалификационог меча европске лиге против ФК Universitatea Craiova 27. јула. Он је такође играо у другој утакмици следеће недеље и асистирао је гол Патрика Кутронеа када је Милан победио противника 2:0. Родригез је дебитовао у Серији А у победи 3: 0 против Кротонеа 21. августа  а његов први лигашки гол је пенал у победи од 2:0 против ФК СПАЛа на Сан Сиру 20. септембра. 15. октобра у дербију della Madonnina изводио је пенал али је на крају Интер Милано однео победу.
Дана 30. јануара 2020. године је прешао на позајмицу у ПСВ Ајндховен где је остао до краја такмичарске сезоне 2019/20.

### Торино
Августа 2020. године је потписао четворогодишњи уговор за ФК Торино.

## Репрезентација
Године 2009, био је део швајцарског тима У-17 који је освојио ФИФА У-17 Светски куп 2009. године. Његов први гол на турниру био је у другој групној утакмици Швајцарске против Јапана 27. октобра 2009. године. Дао је гол за Швајцарце у 35. минуту против Немачке у осмини финала, док је Швајцарска на крају добила 4:3 у додатном продужетку. У полуфиналу против Колумбије, постигао је коначан гол Швајцарске за резултат од 4: 0 да би дошли до првог финала ФИФА такмичења од 3:0 до Уругваја на Олимпијади. Играо је цело финале против Нигерије 15. новембра, помажући Швајцарској да победи од 1:0 и постане трећа европска нација која је подигла трофеј.
Родригез је дебитовао за Швајцарску на квалификационом мечу за Еуро 2012 против Велса 7. октобра 2011. године, заменивши Шаћирија у другој половини где су изгубили 0:2. Четири дана касније, Родригез је одиграо цео меч када је Швајцарска победила Црну Гору 2:0. У пријатељској утакмици против Холандије 11. новембра, одиграо је цео меч где су остали без примљеног гола.
На Олимпијским играма 2012. године одиграо је сва три меча за Швајцарску где су елиминисани у групној фази.
Родригез се појавио у девет од десет квалификационих мечева Светског купа за Швајцарце, укупно 810 минута пошто су се квалификовали за Светско првенство захваљујући победи 2-1 против Албаније 11. октобра 2013. 13. маја 2014. Родригез је именован у репрезентацији Швајцарске за ФИФА Светско првенство 2014. У почетној групној утакмици против Еквадора 15. јуна, изводио је корнер где је Швајцарска дала гол за изједначење.
На УЕФА Еуро 2016. у Француској, Родригез је играо сваки минут када је Швајцарска достигла последњих 16. Они су елиминисани на пенале од стране Пољске.
Дана 8. октобра 2016. године постигао је свој први међународни гол поставивши Швајцарце на прво место у победи 3:2 2018 ФИФА Светског првенства над Мађарском. Он је 3. септембра 2017. дао гол из пенала да би закључио победу 3: 0 над Летонијом. Швајцарци су освојили друго место у групи иза Португалије, квалификујући се за доигравање где су се срели са Северном Ирском. Родригез је постигао једини погодак у првом мечу у Виндсор Парку у Белфасту.
Био је укључен у репрезентацију Швајцарске У23 фудбалске репрезентације за Светско првенство у фудбалу 2018.

### Статистика
Ажурирано након утакмице одигране 6. јула 2024.
| Швајцарска | Швајцарска | Швајцарска |
| Година     | Наступи    | Голови     |
| ---------- | ---------- | ---------- |
| 2011.      | 4          | 0          |
| 2012.      | 7          | 0          |
| 2013.      | 7          | 0          |
| 2014.      | 10         | 0          |
| 2015.      | 5          | 0          |
| 2016.      | 12         | 1          |
| 2017.      | 5          | 2          |
| 2018.      | 11         | 3          |
| 2019.      | 10         | 2          |
| 2020.      | 6          | 0          |
| 2021.      | 15         | 1          |
| 2022.      | 12         | 0          |
| 2023.      | 9          | 0          |
| 2024.      | 7          | 0          |
| Укупно     | 120        | 9          |

## Стил игре
Због свог широког спектра вештина, Родригез је познат по томе што је једнако вешт у одбрани док иде напред. Иако је леви бек, његова величина и физичка структура такође му дају способност да се он понекад распореди у центар. Стручњаци га сматрају оствареним бранитељем и бележе његову јаку способност. Он се такође сматра континуалном нападачком претњом а аналитичари су приметили његову изузетну издржљивост и темпо који дозвољавају његово константно утркивање. Насупрот томе, он је критикован због тога што је дао превише простора опозиционим нападачима, заузимајући лоше позиционирање и без дефанзивне дисциплине док су други аналитичари критиковали његову концентрацију.

## Приватан живот
Родригез је рођен у Цириху од оца шпанског порекла а мајке чилеанског. Његова мајка, Марсела Араја, умрла је од рака 2015. Родригез је имао број 68, годину њеног рођења, тетовиран на леђима. Родригез је рођен са дијафрагмалном хернијом што значи да су му желудац, слезина, јетра и црева мигрирали у груди. Родригез је добио 50% шансе за преживљавање и праћен је сваких шест месеци током прве три године живота. Он је млађи брат везисте ФК Цириха Роберто Родригеза и старији брат везисте Франциска Родригеза који игра за ФК Луцерн.

## Трофеји

### Волфсбург
- Куп Немачке (1) : 2014/15.
- Суперкуп Немачке (1) : 2015.

### Швајцарска до 17
- Светско првенство (1) : 2009.

### Индивидуална признања
- Најбољи фудбалер Цириха у избору навијача (1) : 2011/12.
- Најбољи фудбалер Швајцарске (1) : 2014.